# Klechovití
Klechovití (Hemiprocnidae) je malá čeleď řádu svišťounů. Dnes žijí pouze čtyři druhy jednoho rodu a známy jsou tři fosilní rody.
Žijí v Indii a v Malajsii. Mají chocholku na hlavě a hluboce vykrojený ocas. Obývají zalesněná území. Živí se hmyzem, který loví za letu. Jsou podobně jako blízce příbuzní rorýsi výbornými letci, ale na rozdíl od nich nemají závěsnou (pamprodaktylní) nohu a často usedají na stromy. Ve větvích si staví i malé hnízdo, do kterého samice snáší jediné, šedě zbarvené vejce, které zahřívá zhruba 20 dní.

## Druhy
- klecho rezavolící (Hemiprocne coronata)
- klecho chocholatý (Hemiprocne longipennis)
- klecho menší (Hemiprocne comata)
- klecho vousatý (Hemiprocne mystacea)